# Mali (ville)
Pour les articles homonymes, voir Mali (homonymie).
Mali  ou Mali Centre ou Mali Yembering est une ville de Guinée. Elle est située dans le nord du pays, près de la frontière avec le Sénégal. C'est le chef-lieu de la préfecture homonyme.

## Administration
L'administration de la ville est composée d'environ 22 conseillers appelés maires répartis au sein de nombreuses directions coordonnées par un secrétariat général, sous l'autorité du maire de la préfecture et de ses adjoints. Il s'agit d'une des entités administratives les plus importantes de la ville.

## Géographie

### Relief
Mali se trouve dans une zone montagneuse du Fouta Djallon, à une altitude de 1 532 m.

### Climat

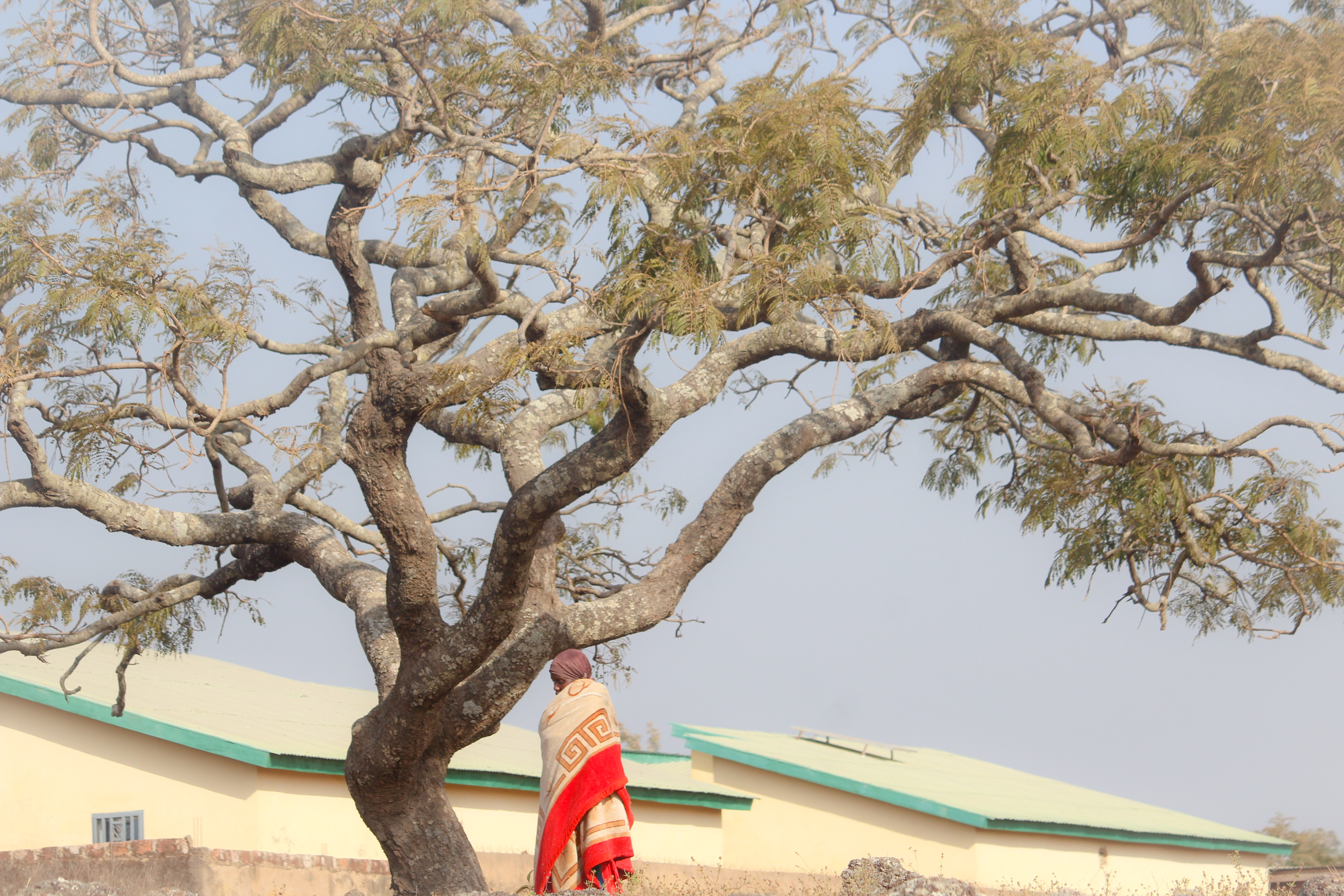
Un habitant se réchauffant au soleil (janvier 2020).

Mali possède un climat de savane de type Aw selon la classification de Köppen, avec une température annuelle moyenne de 29,3 °C et des précipitations d'environ 926,3 mm par an, beaucoup plus importantes en été qu'en hiver. Le climat relativement plus tempéré lié à l'altitude attirait des visiteurs européens à l'ère coloniale et pourrait constituer un atout pour le tourisme du XXIe siècle.

### Population
Lors du recensement de 1996, Mali Centre comptait 29 583 habitants. En 2005 on y a dénombré 35 034 personnes. À partir d'une extrapolation du recensement de 2014 (RGPH3), la population de Mali Centre a été estimée à 42 574 personnes en 2016.
Ce sont pour la plupart des Peuls, des Dialonké, des Diakhanké ou des Sarakolé.

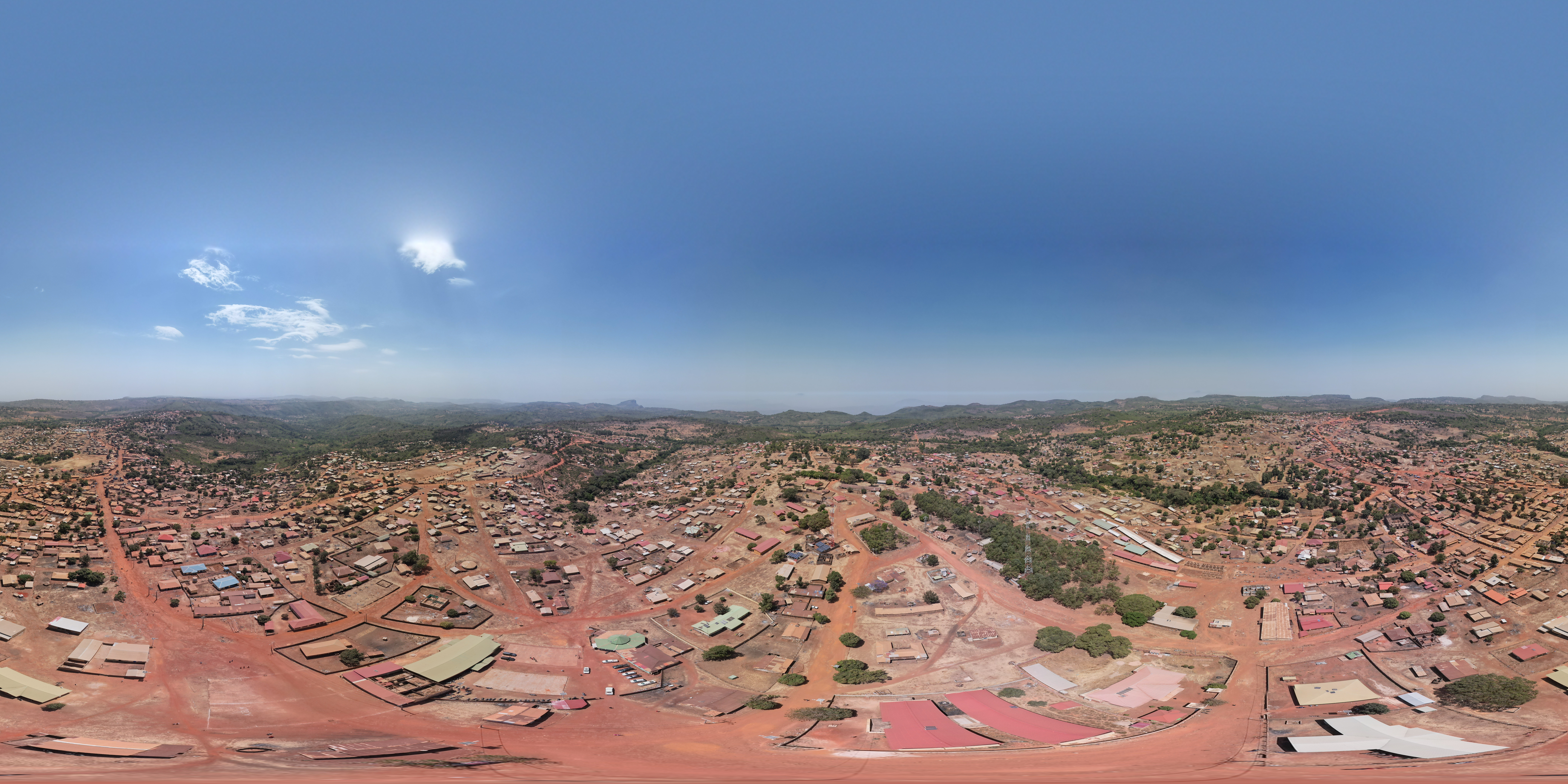
vue du centre ville de Mali